# Koiranen Motorsport
Koiranen GP is een in 1997 opgericht Fins GP3-team. Het team is opgericht door de broers Marko en Jari Koiranen. In dat jaar namen ze deel in de Finse Formule 4, en ze namen ook deel aan de Noordse en Finse Formule 3-kampioenschappen tot 2005.
In 2003 stapte Koiranen over naar het Duitse Formule 3-kampioenschap, voordat ze hun Formule Renault-programma uitbreidden naar de Eurocup Formule Renault 2.0. In 2007 werd Valtteri Bottas voor het team derde in de Formule Renault 2.0 NEC. In 2010 won Kevin Korjus voor het team de Eurocup.
In 2011 ging het Red Bull Junior Team de samenwerking aan met Koiranen. Daniil Kvjat en Carlos Sainz jr. reden voor het team in de Eurocup en de NEC. In de Northern European Cup won Sainz de titel en met hulp van Kvjat wonnen ze ook de constructeurstitel. Ook wonnen ze de constructeurstitel in de Eurocup. Kvjat bleef in 2012 voor het team rijden en behaalde de titel in de Formule Renault 2.0 Alps.
In 2012 wilde Koiranen de overstap maken naar de Formule Renault 3.5 Series, maar verloor de strijd om de laatste twee teams op de grid tegen DAMS en Arden Caterham.
In 2013 stapt het team over naar de GP3 Series. Ze krijgen hier de Finnen Patrick Kujala en Aaro Vainio en de Est Kevin Korjus als coureurs.